# Jizan (provincie)
Jizan (Arabisch: جيزان, Jīzān) is een Provincie in Saoedi-Arabië. De provincie ligt ten noorden van Jemen en heeft een oppervlakte van 11.671 km². In 2004 had Jizan 1.186.139 inwoners.
De hoofdstad heet ook Jizan.
Al Bahah · Al Hudud ash Shamaliyah · Al Jawf · Al Qasim · Ash-Sharqiyah · Asir · Hail · Jizan · Medina · Mekka · Najran · Riyad · Tabuk